# Timothy Kiptanui
Timothy Kiptanui Too (Kakiptui, 5 januari 1980) is een Keniaanse middellangeafstandsloper. Op de Olympische Spelen van Athene in 2004 werd hij vierde in de finale op de 1500 m.
Zijn persoonlijk record van 3.30,04 minuten, dat hij in 2004 behaalde, was goed voor een twee na beste tijd dat jaar achter Bernard Lagat en Hicham El Guerrouj.

## Persoonlijke records
| Onderdeel | Prestatie | Datum            | Plaats    |
| --------- | --------- | ---------------- | --------- |
| 800 m     | 1.44,49   | 8 september 2004 | Rovereto  |
| 1.000 m   | 2.16,19   | 6 juli 2003      | Rethimnon |
| 1.500 m   | 3.30,04   | 23 juli 2004     | Parijs    |
| 2.000 m   | 4.59,52   | 2 september 2003 | Luik      |

## Palmares

### 1500 m
Kampioenschappen
- 2004: 4e OS - 3.35,61
- 2004: 9e Wereldatletiekfinale - 3.46,14

Golden League-podiumplekken
- 2004:  Meeting Gaz de France – 3.30,04
- 2004:  Memorial Van Damme – 3.30,24
- 2004:  ISTAF – 3.32,65
- 2008:  Bislett Games – 3.37,15